# Hans Brandenburg (Schriftsteller)

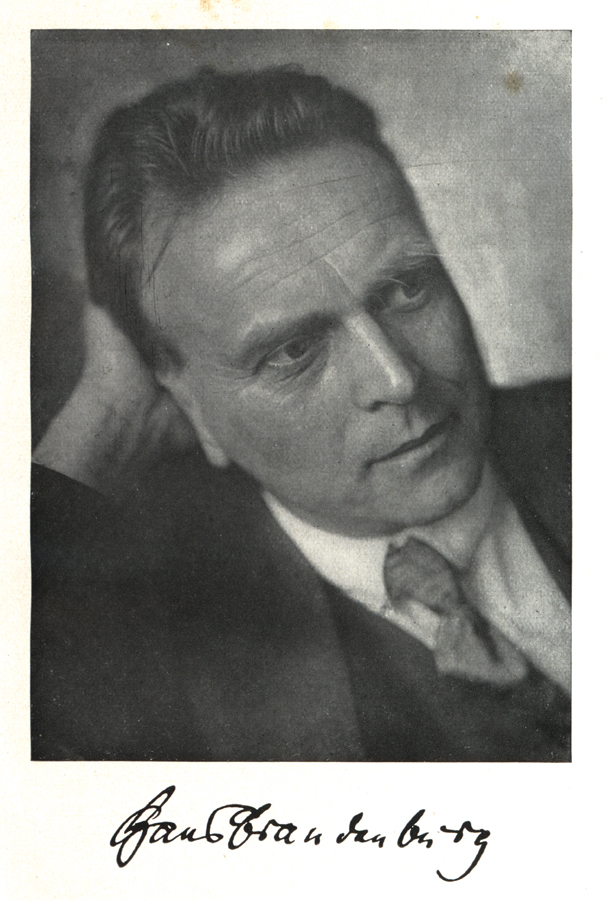
Hans Brandenburg

Hans Brandenburg (* 18. Oktober 1885 in Barmen; † 8. Mai 1968 in Bingen am Rhein) war ein deutscher  Schriftsteller. Sein Werk umfasst Romane, Gedichte, literaturwissenschaftliche und biographische Werke sowie Laienpredigten. Ein besonderes Interessenfeld von Brandenburg war der moderne Ausdruckstanz, den er mit seinen Schriften zu fördern suchte. Er beteiligte sich auch aktiv an den Experimenten von Rudolf von Laban und Mary Wigman auf dem Monte Verità und von Émile Jaques-Dalcroze in Hellerau. Auch als Herausgeber war er tätig. Seinen Lebensunterhalt verdiente er als Dozent an der Münchner Volkshochschule.

## Lebensweg
Brandenburg siedelte mit siebzehn Jahren nach München über, wo er 1907 die Sympathie von Otto Julius Bierbaum gewann, der ihn in seinem Schaffen beeinflusste. Später lebte Brandenburg in Eichenau. Er war verheiratet mit der Malerin Dora Brandenburg-Polster (1884–1958), die viele seiner Werke bebildert hat. Im August 1914 trat der Dichter als Kriegsfreiwilliger bei den Pionieren in das Heer ein.
In der Zeit des Nationalsozialismus engagierte er sich für eine „nationale Erneuerung“ des Theaters und wurde im Juli 1933 in den Dichterkreis im Bundesausschuss des Reichbundes der deutschen Freilicht- und Volksschauspiele berufen. Brandenburg war Mitglied im nationalsozialistisch ausgerichteten Bamberger Dichterkreis.
Damals populär waren seine biographischen Bücher über bekannte Dichter wie Goethe, Schiller, Hölderlin und Eichendorff, die er teilweise in Eichenau schrieb.

## Nachlass
Brandenburgs Nachlass befindet sich im Monacensia Literaturarchiv der Münchner Stadtbibliothek.

## Werke (Auswahl)
- 1908 Lieder eines Knaben.
- 1909 Feuertrunken. Eine Dichterjugend. Schillers Briefe bis zu seiner Verlobung. (Hrsg.)
- 1909 Chloe oder Die Liebenden. Roman
- 1912 Otto Julius Bierbaum zum Gedächtnis (Hrsg.: Conrad, Croissant-Rust, Brandenburg).
- 1913 Der moderne Tanz.
- 1913 Italienische Elegien.
- 1919 Das Theater und das neue Deutschland. Ein Aufruf.
- 1920 Das Zimmer der Jugend. Roman.
- 1922 Joseph von Eichendorff. Sein Leben und sein Werk.
- 1922 Die Reichsgründung.
- 1924 Pankraz der Hirtenbub. Ein Idyll für Jung und Alt. Mit Zeichnungen von Dora Brandenburg-Polster.
- 1924 Friedrich Hölderlin, Sein Leben und sein Werk.
- 1924–1925 Vom schaffenden Leben. (Gesammelte Aufsätze) (2 Bände)
- 1925 Ein heiliger Krieg. Friedrich Hebbels Briefe, Tagebücher und Gedichte
- 1926 Das Neue Theater. Erlebnisse / Forschungen / Forderungen.
- 1927 Das Zimmer der Jugend. Roman
- 1930 Festliches Land. Durch München zum Hochgebirge.
- 1933 Bauernleben in Oberbayern. Schilderungen.
- 1933 Schicksalsreigen. Ein Geschichtenkreis von Liebe und Ehe.
- 1933 Die Schiffbrüchigen.
- 1933 Drei Legenden.
- 1933 Das Zaubernetz. Der Liebesroman des jungen Eichendorff.
- 1938 Vater Öllendahl. Roman einer Familie
- 1940 Jahr der Sinne, Jahr der Seele. Naturbilder und Laienpredigten
- 1941 Von deutscher Lebenskunst. (Münchener Lesebogen Nr. 18)
- 1942 Der armen Schönheit Lebenslauf.
- 1942 Im Herzen der Schöpfung.
- 1947 Gipfelrast. Gedichte
- 1951 Deutsches Hochgebirge. (Die Blauen Bücher)
- 1953 München leuchtete. Jugenderinnerungen
- 1955 Trost in Tränen. Gedichte
- 1965 Alles um Liebe. Novellen

## Auszeichnungen
- 1930 Literaturpreis der Landeshauptstadt München
- 1967 Schwabinger Kunstpreis